# Szwajcaria na Letnich Igrzyskach Olimpijskich 1932
Szwajcarię na Letnich Igrzyskach Olimpijskich 1932 reprezentowało 7 zawodników (sami mężczyźni). Był to 9 start reprezentacji Szwajcarii na letnich igrzyskach olimpijskich.

## Zdobyte medale
| Medal  | Zawodnik     | Dyscyplina | Konkurencja     |
| ------ | ------------ | ---------- | --------------- |
| Srebro | Georges Miez | Gimnastyka | Ćwiczenia wolne |

## Skład kadry

### Gimnastyka
Mężczyźni
| Georges Miez | 28,3 | 2. |

### Lekkoatletyka
Mężczyźni
Konkurencje biegowe
| Zawodnik      | Konkurencja   | Półfinał | Półfinał | Finał           | Finał           |
| Zawodnik      | Konkurencja   | Wynik    | Miejsce  | Wynik           | Miejsce         |
| ------------- | ------------- | -------- | -------- | --------------- | --------------- |
| Arthur Schwab | chód na 50 km |          |          | → Nie ukończył  | → Nie ukończył  |
| Paul Martin   | 800 m         | 1:58:4   | 5.       | → Nie awansował | → Nie awansował |
| Paul Martin   | 1500 m        | 3:59:1   | 5.       | → Nie awansował | → Nie awansował |

Konkurencje techniczne
| Zawodniczka | Konkurencja | Finał | Finał   |
| Zawodniczka | Konkurencja | Wynik | Miejsce |
| ----------- | ----------- | ----- | ------- |
| Paul Riesen | skok wzwyż  | 1,80  | 14.     |

### Szermierka
Mężczyźni
| Zawodnik            | Konkurencja          |         |
| Zawodnik            | Konkurencja          | Pozycja |
| ------------------- | -------------------- | ------- |
| Paul de Graffenried | floret indywidualnie | 9.      |
| Paul de Graffenried | szpada indywidualnie | 11.     |

### Olimpijski Konkurs Sztuki i Literatury 1932
- Armando Mencía - muzyka - niesklasyfikowany
- Hans Swansee - niesklasyfikowany